# Joan de Gènova

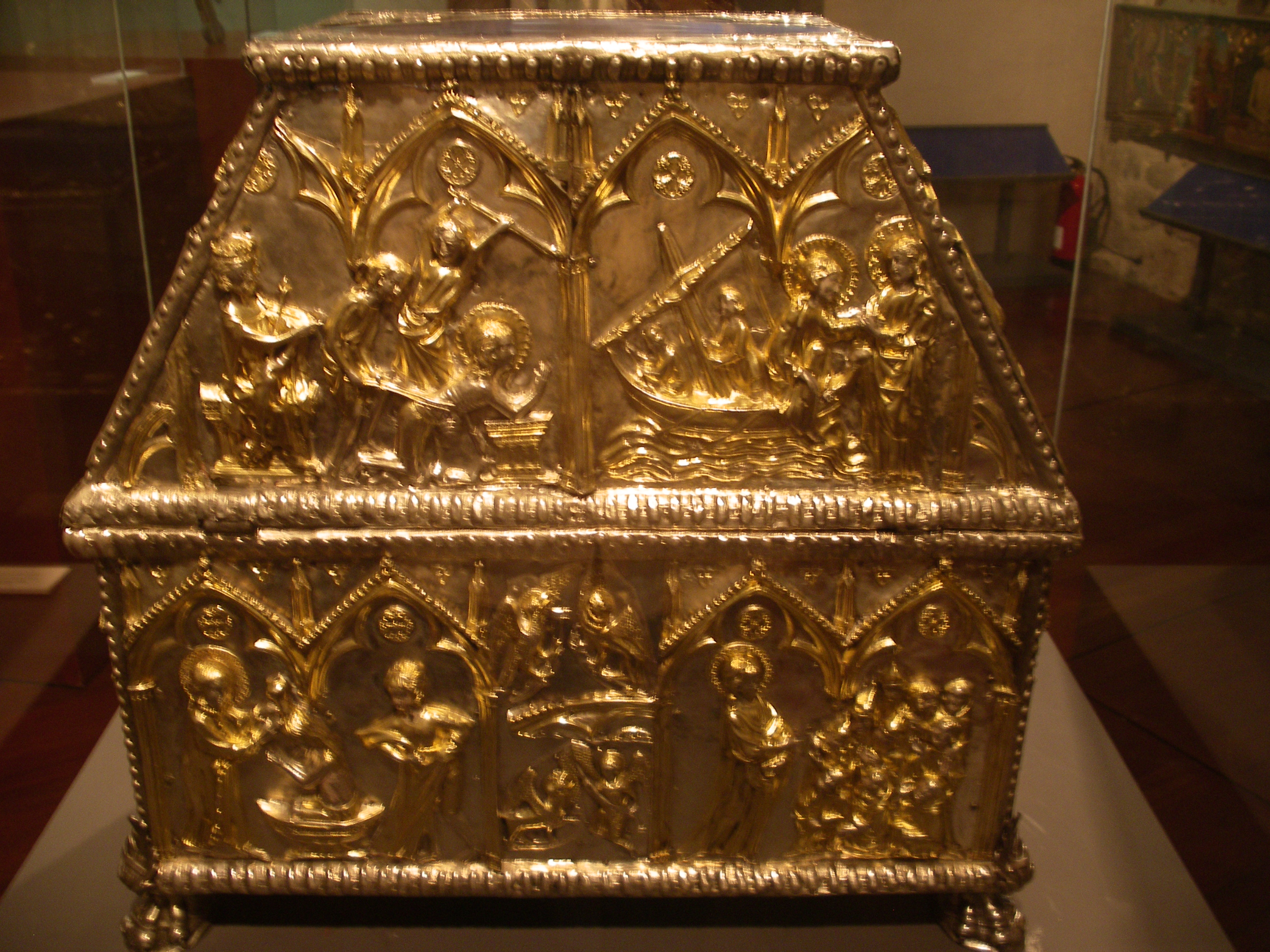
Arqueta de Sant Cugat, obra de Joan de Gènova i Arnau Camprodon

Joan de Gènova, conegut també com a Giovanni da Genova o Johannes de Genoa, va ser un orfebre i argenter que va treballar durant el segle xiv i que es trobava establert a Perpinyà.

Es té notícia documental que a primers del segle xiv, va rebre un encàrrec procedent del monestir de Sant Cugat per realitzar la construcció d'una arqueta per a la custòdia de les relíquies de sant Cugat.
| « | caxiam […] de argento ad honorem et servicium beati martiris Sancti Cucuphatis. | » |

Sembla pel seu nom que era procedent de Gènova (Itàlia) encara que es trobava establert a Perpinyà, en aquells dies capital continental del regne de Mallorca. Al document del contracte apareix anomenat junt amb el seu col·laborador l'escultor Arnau Campredon, també al mateix document s'estableix que els desplaçaments a Barcelona dels dos artistes serien a càrrec dels comitents. Es coneix que encara romania en el gremi de Perpinyà el 1354.

## Végeu també
- Arqueta de Sant Cugat